# Jong (televisieprogramma)
Jong is een jongerenpraatprogramma van de Evangelische Omroep dat van 1996 tot 2012 werd uitgezonden. Hierin kwamen jongeren aan het woord met een bijzonder verhaal over uiteenlopende onderwerpen, zoals tienermoeders, het leren omgaan met een ernstige ziekte of handicap, of het slachtoffer zijn geweest van een loverboy. Het programma bevat reportages met één of meer gasten, afgewisseld met studiogesprekken.
Het programma startte in 1996 en werd aanvankelijk gepresenteerd door Marc Dik en uitgezonden op Nederland 2. In 2005 werd de presentatie overgedragen in handen van Manuel Venderbos en enige tijd later verhuisde het naar Nederland 1. Na de vernieuwingen van de Publieke Omroep in 2006 verhuisde het programma naar Nederland 3 en kreeg het een jongere uitstraling en invulling. Vanaf 2010 werd presentator Manuel Venderbos versterkt door Klaas van Kruistum en presenteerden ze de afleveringen beurtelings.
In 2004 gaf het programma aanleiding tot de productie van de serie Marc's Angels.